# Popham (Royaume-Uni)
Pour les articles homonymes, voir Popham.
Popham est une paroisse civile et un village du Hampshire, en Angleterre.